# Верхотурский муниципальный округ
Верхоту́рский городско́й о́круг — муниципальное образование в Свердловской области России, относится к Северному управленческому округу.
Административный центр — город Верхотурье.
С точки зрения административно-территориального устройства области, городской округ находится в границах Верхотурского района.
С 1 января 2025 года имеет статус муниципального округа.

## География
Верхотурский городской округ расположен в центральной части Свердловской области, на юге Северного округа в её составе. Площадь городского округа — 4925 км², что составляет приблизительно 2,54 % от общей площади Екатеринбуржья. Верхотурский городской округ создан в границах Верхотурского района, и их территории полностью совпадают.
С физико-географической точки зрения, Верхотурская земля расположена к востоку от цепи Уральских гор, в местности перехода горного Среднего Урала в равнинную Западную Сибирь. Городской округ вытянут с запада на восток на 140 км. Данное муниципальное образование тянется вдоль реки Туры, самой длинной в области, вдоль которой расположено абсолютное большинство населённых пунктов городского округа. В его пределах в Туру впадают притоки (от верхнего к нижнему течению): Талица, Чёрная, Шайтанка, Налим, Косолманка, Песчанка, Актай (за границей округа в Актай впадает Малый Актай), Калачик, Неромка, Чёрная, Роговка, Большая Зырянка, Горскина, Захаровка, Таволжанка, Казанка, Салда, Вогулка, Пуреговка, Меркушинка, Шайтанка, Цыганка, Прорва, Морозовка, Рогозинка, Липовка, Селенга, Еловка, Диановка, Отрадновка, Савиновка, Выдра, Копанка, Юрмыч и множество мелких рек. Бо́льшая часть Верхотурского городского округа занята лесами, а к югу от Туры, в поймах и междуречьях её притоков расположено множество крупных болот. Крупнейшим притоком Туры в округе является Салда, впадающая в Туру справа у села Усть-Салда. На Салде и её правом притоке — реке Пии — расположена ещё часть населённых пунктов округа.
Окружной и районный центр — город Верхотурье — является старейшим на Урале русским городом и «духовной столицей» края. Здесь расположено множество православных храмов и самый маленький в России Верхотурский кремль. Город находится в северо-западной части городского округа. В восточной части округа находится старинное село Меркушино.
Верхотурский городской округ, которому территориально соответствует Верхотурский район, граничит:
- на северо-западе — с Новолялинским городским округом, которому соответствует Новолялинский район,
- на северо-востоке — с Сосьвинским городским округом, которому соответствует Серовский район,
- на востоке и юго-востоке — с Махнёвским муниципальным образованием, которое образовано на части Алапаевского района,
- на юге — с Верхнесалдинским городским округом, которому соответствует Верхнесалдинский район,
- на юго-западе — с городским округом Красноуральск, которому соответствует административно-территориальная единица «город Красноуральск»,
- на западе — с Нижнетуринским городским округом, которому соответствует административно-территориальная единица «город Нижняя Тура».

Часть Махнёвского муниципального образования глубоко вдаётся в земли Верхотурского городского округа, образуя здесь посёлок Таёжный.

### Транспорт
Через Верхотурский городской округ на западе проходит автодорога Р352 — Серовский тракт, которая соединяет Екатеринбург с севером области. Сама автодорога ничего в городском округе не соединяет и является всего лишь сквозной, однако за пределами округа, уже в соседнем Новолялинском городском округе, от неё есть ответвление на восток, которое соединяет с ней город Верхотурье и бо́льшую часть населённых пунктов округа, которые находятся в основном по берегам Туры. Дорога проходит в основном по правому берегу реки (после Верхотурья). Её протяжённость (от Серовского тракта до села Дерябина) — 100 км.
Через Верхотурский городской округ проходят также два участка Свердловской железной дороги:
- на западе округа — вытянутый в этой местности с юго-запада на северо-восток участок ветки Гороблагодатская — Серов, на котором находятся станции, остановочные пункты и разъезды: Карелино, Косолманка, Обжиг, 101 км и Верхотурье;
- на востоке округа вытянутый с юга на север участок ветки Алапаевск — Серов, на котором находятся станции и остановочные пункты: Шайтан, Карпунино, Белая Глина.

## История
27 февраля 1924 года в составе Верхотурского (Тагильского) округа Уральской области был образован Верхотурский район, в состав которого вошла часть земель бывшего Верхотурского уезда. С 1934 года район находится в составе Свердловской области.
В 1936 году Морозовский сельсовет был переименован в Кордюковский. В 1938 году селение Верхотурье получило статус рабочего посёлка. В том же году Путимковский с/с был переименован в Глазуновский. В 1939 году образован Косолманский с/с.
В 1940 году образован рабочий посёлок Привокзальный. В 1947 году рабочий посёлок Верхотурье получил статус города районного подчинения. В 1949 году из Исовского района в Верхотурский были переданы Вологинский и Новотуринский с/с.
В 1956 году Новотуринский с/с был передан из Верхотурского района в административное подчинение городу Нижняя Тура. В 1957 году образованы рабочие посёлки Восточный и Карпунинский. В 1959 году Дуранинский с/с переименован в Ступинский.
1 февраля 1963 года Верхотурский район вошёл в новый Верхотурский сельский район, который включал следующие территории:
- из Верхотурского района — Вологинский, Глазуновский, Дерябинский, Кордюковский, Красногорский, Меркушинский, Отрадновский, Пиинский, Прокопьевский и Усть-Салдинский с/с;
- из Новолялинского района — Коптяковский, Ляля-Титовский, Полуденовский, Савиновский и Салтановский с/с;
- из Серовского района — Большеивонинский, Верх-Сосьвинский, Денисовский, Еловский, Ключевской, Кошайский, Масловский, Романовский и Хмелевский с/с.

13 января 1965 года Верхотурский сельский район преобразован в Верхотурский район. В 1967 году Ступинский с/с переименован в Мостовской.
В 1971 году Вологинский с/с переименован в Карелинский.
По итогам местного референдума 17 декабря 1995 года, в рамках Верхотурского района было создано муниципальное образование Верхотурский уезд.
17 декабря 1996 года муниципальное образование было включено в областной реестр.
31 октября 2004 года Верхотурский уезд был наделён статусом городского округа. Рабочие посёлки Карпунинский и Привокзальный были преобразованы в сельские населённые пункты.
С 1 января 2006 года муниципальное образование было переименовано в Верхотурский городской округ.
В рамках административно-территориального устройства области административно-территориальная единица Верхотурский район продолжает существовать.

## Население
| 2002    | 2009    | 2010    | 2011    | 2012    | 2013    | 2014    |
| ------- | ------- | ------- | ------- | ------- | ------- | ------- |
| 19 153  | ↘17 674 | ↘16 802 | ↘16 763 | ↘16 686 | ↘16 583 | ↘16 502 |
| 2015    | 2016    | 2017    | 2018    | 2019    | 2020    | 2021    |
| ↘16 385 | ↘16 220 | ↘16 076 | ↘15 947 | ↘15 729 | ↘15 593 | ↘13 915 |
| 2023    |         |         |         |         |         |         |
| ↘13 569 |         |         |         |         |         |         |

## Состав
Городской округ и район включает 44 населённых пункта. При этом район до 1 октября 2017 года делился на 11 административно-территориальных единиц: 1 город и 10 сельсоветов.
23 декабря 2024 года из состава Махневского муниципального образования в состав Верхотурского района был передан поселок Таежный.
| №  | Населённый пункт    | Тип населённого пункта        | Население | Территориальная единица Верхотурского района |
| -- | ------------------- | ----------------------------- | --------- | -------------------------------------------- |
| 1  | Белая Глина         | деревня                       | ↘43       | Кордюковский сельсовет                       |
| 2  | Боровая             | деревня                       | ↘1        | Прокопьевский сельсовет                      |
| 3  | Бочкарёва           | деревня                       | ↘61       | Усть-Салдинский сельсовет                    |
| 4  | Бурлева             | деревня                       | ↘1        | Дерябинский сельсовет                        |
| 5  | Вавилова            | деревня                       | ↘0        | Кордюковский сельсовет                       |
| 6  | Верхняя Постникова  | деревня                       | ↘1        | Прокопьевский сельсовет                      |
| 7  | Верхотурье          | город, административный центр | ↘6578     | город Верхотурье                             |
| 8  | Воронская           | деревня                       | ↗31       | Дерябинский сельсовет                        |
| 9  | Глазуновка          | деревня                       | ↘9        | Глазуновский сельсовет                       |
| 10 | Голубева            | деревня                       | ↘2        | Дерябинский сельсовет                        |
| 11 | Дерябино            | село                          | ↘311      | Дерябинский сельсовет                        |
| 12 | Жернакова           | деревня                       | →0        | Прокопьевский сельсовет                      |
| 13 | Заимка              | деревня                       | ↘59       | Глазуновский сельсовет                       |
| 14 | Запольская          | деревня                       | ↘2        | Дерябинский сельсовет                        |
| 15 | Захарова            | деревня                       | ↗3        | Красногорский сельсовет                      |
| 16 | Злыгостева          | деревня                       | ↗2        | Прокопьевский сельсовет                      |
| 17 | Калачик             | посёлок                       | ↘354      | город Верхотурье                             |
| 18 | Карелино            | посёлок                       | ↘88       | Карелинский сельсовет                        |
| 19 | Карпунинский        | посёлок                       | ↘267      | город Верхотурье                             |
| 20 | Кордюково           | село                          | ↘489      | Кордюковский сельсовет                       |
| 21 | Королёва            | деревня                       | →2        | Дерябинский сельсовет                        |
| 22 | Косолманка          | посёлок                       | ↘50       | Косолманский сельсовет                       |
| 23 | Костылева           | деревня                       | ↘99       | Красногорский сельсовет                      |
| 24 | Красногорское       | село                          | ↘354      | Красногорский сельсовет                      |
| 25 | Лаптева             | деревня                       | ↘59       | Меркушинский сельсовет                       |
| 26 | Лебедева            | деревня                       | ↘27       | Красногорский сельсовет                      |
| 27 | Литовская           | деревня                       | ↘3        | Дерябинский сельсовет                        |
| 28 | Лобанова            | деревня                       | ↘6        | Дерябинский сельсовет                        |
| 29 | Малахова            | деревня                       | ↘39       | Дерябинский сельсовет                        |
| 30 | Матюшина            | деревня                       | ↘0        | Дерябинский сельсовет                        |
| 31 | Меркушино           | село                          | ↘50       | Меркушинский сельсовет                       |
| 32 | Морозова            | деревня                       | ↘23       | Кордюковский сельсовет                       |
| 33 | Никитина            | деревня                       | ↘3        | Прокопьевский сельсовет                      |
| 34 | Отрадново           | село                          | ↗3        | Дерябинский сельсовет                        |
| 35 | Пинягина            | деревня                       | ↘4        | Красногорский сельсовет                      |
| 36 | Пия                 | село                          | ↘5        | Пиинский сельсовет                           |
| 37 | Привокзальный       | посёлок                       | ↗4323     | город Верхотурье                             |
| 38 | Прокопьевская Салда | село                          | ↘260      | Прокопьевский сельсовет                      |
| 39 | Путимка             | деревня                       | →0        | Глазуновский сельсовет                       |
| 40 | Рассол              | деревня                       | ↘3        | Дерябинский сельсовет                        |
| 41 | Рычкова             | деревня                       | ↘13       | Усть-Салдинский сельсовет                    |
| 42 | Усть-Салда          | село                          | ↘155      | Усть-Салдинский сельсовет                    |
| 43 | Шнурова             | деревня                       | ↗8        | Меркушинский сельсовет                       |
| 44 | Шумкова             | деревня                       | ↘0        | Прокопьевский сельсовет                      |

### Упразднённые населённые пункты
- 27 ноября 2001 года были упразднены деревни Береговая (Глазуновского сельсовета), Ванюшина и Вологина (Карелинского сельсовета), Верхняя Баландина (Меркушинского сельсовета), Верхняя Карабаева и Новосёлова (Дерябинского сельсовета), Заплатина и Ключик и Лиханова (Прокопьевского сельсовета), Карпова и Чернова (Пиинского сельсовета), Кекур (Кордюковского сельсовета)[32].
- 3 декабря 2015 года были упразднены деревни Добрынина (Глазуновского сельсовета), Корчемкина (Красногорского сельсовета), Макарихина (Прокопьевского сельсовета), Мызникова (Меркушинского сельсовета), Тренихина (Кордюковского сельсовета), посёлок железнодорожного разъезда 99 км (до 2004 года в подчинении рабочего посёлка Привокзального, то есть в составе Привокзального поссовета; с 2004 в подчинении районного центра, согласно ОКАТО до 2020 года в подчинении администрации района[33]), посёлок Обжиг (Косолманского сельсовета)[34].

Информация об административно-территориальной принадлежности упразднённых населённых пунктов взята из сборника областного административно-территориального устройства на 1987 год.